# قزافة (ملحان)

تعديل مصدري - تعديل

قزافة هي إحدى قرى عزلة الروضة بمديرية ملحان التابعة لمحافظة المحويت، بلغ تعداد سكانها 230 نسمة حسب تعداد اليمن لعام 2004.